# Mary Brodrick
Mary (May) Brodrick (5 avril 1858 - 13 juillet 1933) est une archéologue et égyptologue britannique, l'une des premières femmes à diriger des fouilles en Égypte.
Elle a persisté dans ses études malgré l'opposition de ses professeurs et camarades. Le Daily Mail la décrivait en 1906 comme « peut-être la plus grande dame égyptologue de l'époque ».

## Enfance et études à la Sorbonne
Marie Brodrick est née à Dalston dans le Middlesex (aujourd'hui Londres), en 1858. C'est la fille aînée de Thomas et Mary Brodrick. Thomas Brodrick était avocat.
Elle est la première femme à étudier l'égyptologie avec Gaston Maspero à la Sorbonne, et l'archéologie hébraïque et sémitique avec Ernest Renan au Collège de France. Au début, ni l'un ni l'autre ne la veulent comme étudiante. Maspero a objecté, « Mais on ne prend pas de petites filles ici », et Renan a juré « Je n'ai jamais enseigné à une femme de ma vie, et je ne le ferai jamais ». Lorsqu'elle a insisté pour assister à ses cours, Maspero a porté l'affaire devant le conseil de la Sorbonne qui n'a rien trouvé dans les règles pour interdire à la jeune femme de venir. Selon Marie Brodrick, Maspero l'a avertie qu'elle « passerait probablement un très mauvais moment » et en effet, lors du premier cours, elle a trouvé que les étudiants étaient irrespectueux, impolis et malodorants. Ils sont allés jusqu'à verser de l'encre sur son dos. Marie Brodrick a ri de leurs tours et est finalement devenue amie avec eux.

## Carrière
De retour en Angleterre, elle entre au College Hall de Londres en 1888 où elle étudie à l'University College de Londres avec Stuart Poole (cofondateur avec Amelia Edwards de la Société d'exploration de l'Égypte) et Peter le Page Renouf. Elle n'est pas entrée pour préparer un diplôme de l'université de Londres en raison de ses études antérieures. Elle est membre du Comité de philologie et d'archéologie littéraire de l'Exposition universelle de Chicago en 1893 et travaille en Amérique pour la société d'exploration de l'Égypte. Elle passe une thèse de philosophie en 1893 à l'université du Kansas, la même institution qui avait également décerné un doctorat à Amelia Edwards,. Elle donne des conférences au British Museum et étudie l'égyptologie avec Flinders Petrie entre 1893 et 1895. En 1896, elle est élue membre à vie de la Bibliothèque nationale de France et membre à vie du College Hall de Londres.
À partir du milieu des années 1890, Brodrick passe la plupart de son temps hors d'Angleterre. Elle voyage en Italie, en Grèce et en Égypte. Elle travaille avec Maspero en Égypte de 1897 à 1908 et est l'une des premières femmes à diriger des fouilles dans ce pays. En Égypte, elle se rase la tête pour des raisons d'hygiène. Brodrick fait partie de l'establishment britannique en Égypte et fréquente Lord Cromer et Kitchener. Elle apporte un portrait signé de la reine Victoria à un cheikh bédouin qui a aidé les Britanniques.
En 1913, May Brodrick est nommée Dame de Grâce de l'Ordre Très Vénérable de l'Hôpital de Saint-Jean de Jérusalem. Elle est ensuite élue membre de la Royal Geographical Society en 1916 et donne son nom à un prix de géographie décerné par l'University College de Londres.

## Travaux d'éditrice
Marie Brodrick édite une nouvelle édition de l'ouvrage d'Heinrich Karl Brugsch Egypt under the Pharaohs en 1891, et traduit et édite Auguste Mariette (Aperçu de l'histoire ancienne d'Égypte) qui est publié par Scribner's à New York en 1892, de même que Aperçus de l'histoire de l'Égypte ancienne.
Marie Bodrick prend la direction éditoriale des neuvième et dixième éditions des guides de voyage de John Murray pour l'Égypte et a également édité le guide sur la Syrie et la Palestine.
Une sélection de ses articles et conférences sur l'Égypte, édités par Eversley Robinson, est publiée en 1937.

## Décès
Brodrick meurt le 13 juillet 1933 à Hindhead, Surrey. Pour autant que l'on sache, elle ne s'est jamais mariée et n'a laissé aucun descendant. L'année de sa mort, elle a prononcé deux discours à College Hall, intitulés « Retrospect and Prospect » et "« Farewell and All Hail ».